# Naharin

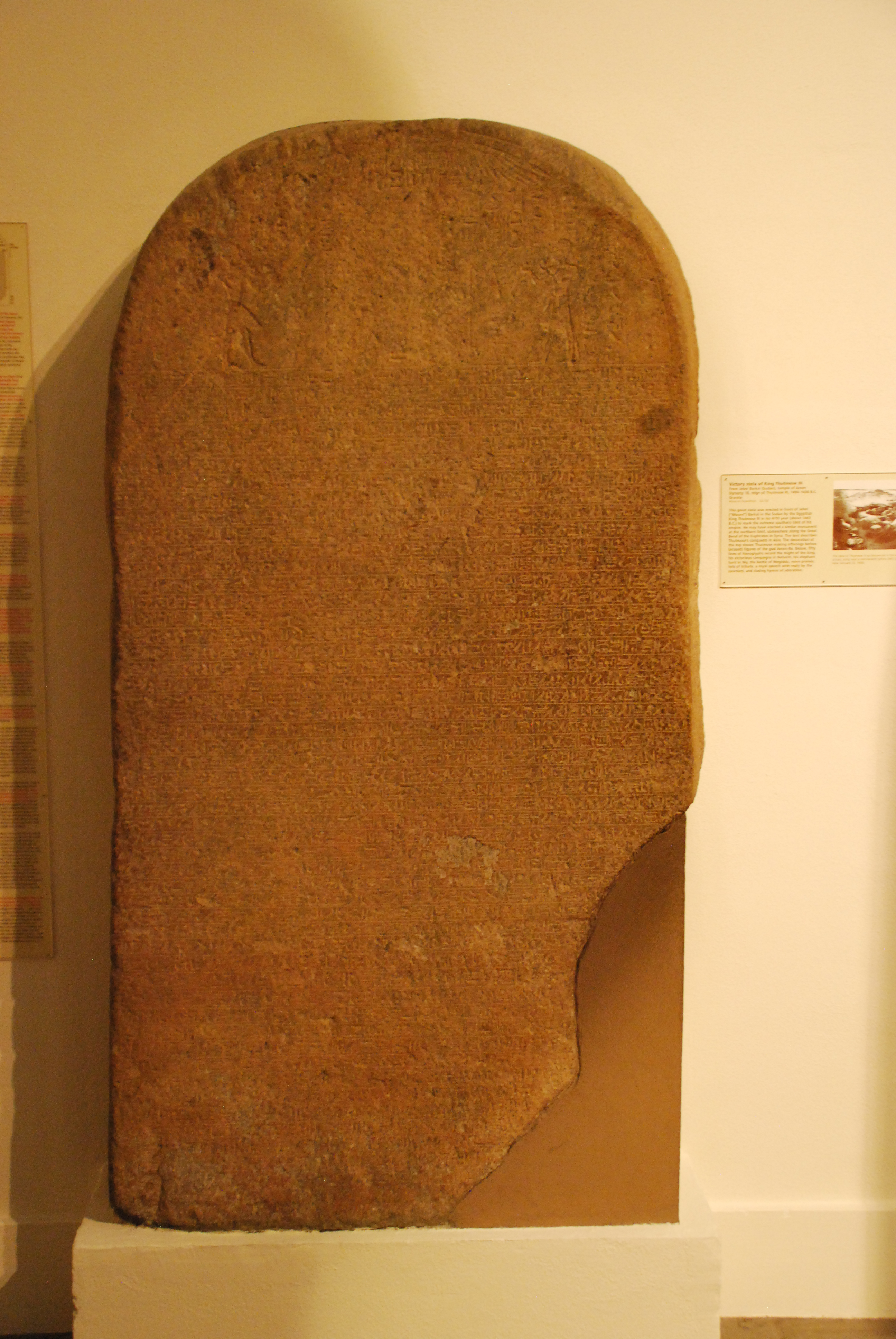
Stèle gravée en l'honneur des victoires de Thoutmôsis III, dont la campagne militaire menée contre Naharin et ses vassaux

Naharin (Translittération MdC : nhrn) est le terme en égyptien ancien pour le royaume de Mittani pendant la période du Nouvel Empire de la XVIIIe dynastie. La XVIIIe dynastie du Nouvel Empire était en conflit avec le royaume de Mitanni pour le contrôle du Levant depuis les règnes de Thoutmôsis Ier, Thoutmôsis III et Amenhotep II. Le fils d'Amenhotep II, Thoutmôsis IV, finira par faire la paix avec les Mitanniens. Désormais, les relations entre l'Égypte et Naharin (Mitanni) seront pacifiques avec beaucoup de dons diplomatiques selon la correspondance des lettres d'Amarna. Les annales militaires du pharaon Thoutmôsis III font explicitement référence à Naharin. Dans sa 33e année, Thoutmôsis III enregistre : 

« Sa Majesté a voyagé vers le nord, capturant les villes et détruisant les colonies de cet ennemi naharin. »